# Loliolus
Il genere Loliolus Steenstrup, 1856 appartiene alla famiglia dei Loliginidi (Loliginidae) ed è diffuso nelle regioni Indo-Pacifiche.

## Descrizione
Questi calamari sono di piccole dimensioni, con una lunghezza del mantello che non supera i 150 mm. Una caratteristica distintiva è la presenza di una clava tentacolare espansa dotata di quattro serie di ventose, i cui anelli presentano denti a forma di placca quadrata. Nei maschi, l'ectocotile (un braccio modificato per la riproduzione) possiede una cresta ventrale formata dalla fusione della membrana protettiva con la serie ventrale di papille, che nasconde completamente la forma conica delle papille stesse. Il mantello termina posteriormente in modo arrotondato, privo di lobi a forma di coda, mentre le pinne sono situate nella parte posteriore del mantello e si estendono fino alla sua estremità. Le uova sono di piccole dimensioni e gli spermatofori maschili presentano un corpo cementante corto. È importante notare che questi calamari non possiedono fotofori, organi luminosi presenti in altre specie di cefalopodi.

## Specie
Il genere Loliolus è suddiviso in due sottogeneri, distinti principalmente dalla struttura dell'ectocotile: nel sottogenere Loliolus, l'ectocotile comprende l'intero braccio, senza ventose non modificate, mentre nel sottogenere Nipponololigo l'ectocotile interessa solo una parte del braccio, con ventose normali alla base.
Le specie riconosciute all'interno del genere Loliolus includono:
- Sottogenere Loliolus
  - Loliolus affinis Steenstrup, 1856;
  - Loliolus hardwickei Gray, 1849.
- Sottogenere Nipponololigo
  - Loliolus beka (Sasaki, 1929);
  - Loliolus japonica (Hoyle, 1885);
  - Loliolus sumatrensis (A. d'Orbigny, 1835);
  - Loliolus uyii (Wakiya & Ishikawa, 1921).